# Utanmyra
Utanmyra (sollerömål Utåmör) är en småort på Sollerön i Solleröns socken i Mora kommun i Dalarna.